# Beleg van Constantinopel (674-678)

Belangrijkste plaatsen rondom Constantinopel

Beleg van Constantinopel (674-678) is een van de veldslagen tijdens de Byzantijns-Arabische oorlogen.

## Achtergrond
Het door de profeet Mohammed gestichte Arabische Rijk veroverde onder diens opvolgers (het zogenaamde Kalifaat van de Rashidun) de Levant op het Byzantijnse Rijk, na de Slag bij de Jarmuk (636). Tijdens de eerste regeringsjaren van keizer Constans II Pogonatos verloren de Byzantijnen ook het diocees Egypte (642) en Armenië (645). Moe'awija, de Arabische gouverneur van Syrië, liet een vloot bouwen, waarmee hij Cyprus veroverde (649) op de Byzantijnen. Moe'awija's bedoeling was daarna Constantinopel aan te vallen, de hoofdstad van het Byzantijnse Rijk.
De Slag van de Masten was een blauwdruk voor wat moest komen. Te zeker van zijn overwinning leed generaal Moe'awija zware verliezen en de Arabieren moesten rechtsomkeer maken. Bij Moe'awija's terugkeer brak in het Arabische rijk een strijd om de macht (656-661) uit. Het Arabische Rijk was gedwongen vrede te sluiten met het Byzantijnse Rijk. Generaal Moe'awija kwam als overwinnaar uit de machtsstrijd en stichtte een nieuwe dynastie, de Omajjaden.

## Voorbereiding
Langs de Cappadocische kust veroverden de Arabieren verschillende kustplaatsen, zo dat hun vloot kon aanmeren en zich bevoorraden. In de lente van 669 bereikten de Arabische landtroepen Chalcedon op een boogscheut van de hoofdstad, maar het lukte hen niet de stad in te nemen. Het jaar erop probeerden ze Amorium te veroveren, ook dat mislukte. In 671 veroverden ze het schiereiland Cyzicus, rechtover de stad en maakten er hun uitvalsbasis van. In 672 overwinterde de vloot in Smyrna. De periode voor het beleg probeerden de Arabieren de bevoorrading van de stad te blokkeren en voerde men herhaaldelijke aanvallen uit via land.
Intussen zat keizer Constantijn IV niet stil en beraamde hij plannen voor een tegenaanval. Hij rustte zijn schepen uit met een revolutionair wapen, het Grieks vuur.

## Het beleg

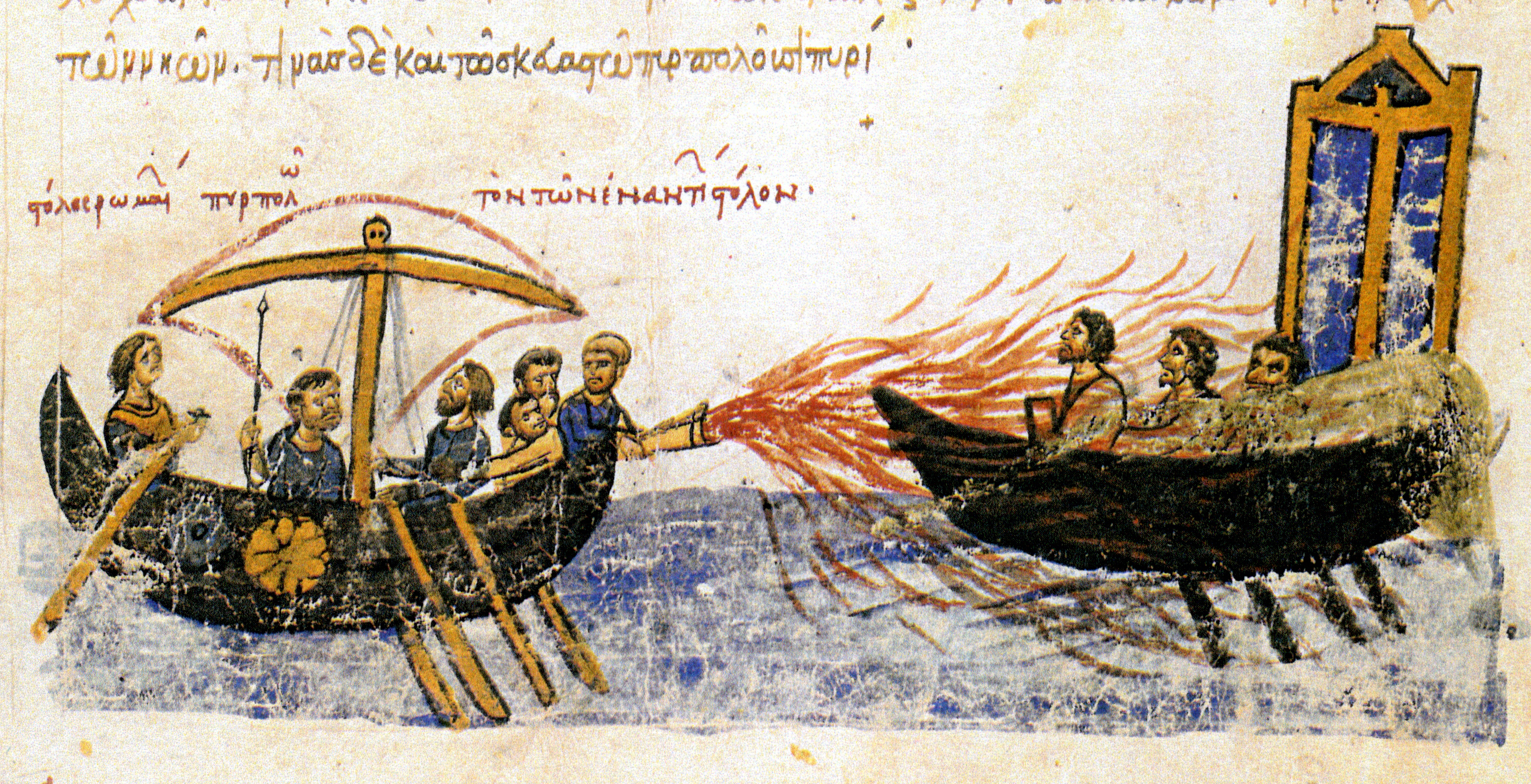
Grieks vuur, voor het eerst door de Byzantijnse marine gebruikt tijdens het beleg van Constantinopel (674-678)(uit de Madrid Skylitzes, Biblioteca Nacional de España, Madrid)

De Byzantijnse geschiedschrijver Theophanes Confessor, de voornaamste bron van de gebeurtenis, is nogal vaag. De Arabische bronnen beperken zich tot enkele namen van generaals en hun expedities. 
In het najaar van 677, begin 678, besloot Constantijn IV tot een directe confrontatie. Zijn vloot, uitgerust met Grieks vuur, vernietigde de Arabische vloot. Het is waarschijnlijk dat de dood van admiraal Yazid ibn Shagara, vermeld door de Arabische kroniekschrijvers,  gerelateerd is aan deze nederlaag. Op ongeveer hetzelfde moment, werd een islamitisch leger in Klein-Azië, verslagen door het Byzantijnse leger onder de generaals Phloros, Petron en Cyprianus. Volgens Theophanes vielen er 30.000 man. Deze nederlagen dwongen de Arabieren om de belegering te staken (678). Op de terugweg naar Syrië, verging de rest van de Arabische vloot in een storm. 

## Gevolg
Het Byzantijnse prestige bereikte een nieuw hoogtepunt, vooral in het Westen. Constantijn IV ontving geschenken en felicitaties van de Avaren en de Slaven uit de Balkan, en zij erkenden de Byzantijnse suprematie.  De daaropvolgende jaren gaven rust en maakten een einde aan de onophoudende invallen in Klein-Azië. Het gaf de Byzantijnse staat de tijd om zijn evenwicht te herstellen, na de catastrofale veranderingen van de afgelopen decennia.
In 679 werd een dertigjaar durende vrede ondertekend. Na de dood van Moe'awija in 680 brak er een nieuwe burgeroorlog uit, dit gaf de kans aan het Byzantijnse Rijk om zijn positie te versterken.